# 아카풀코
아카풀코 데 후아레스(스페인어: Acapulco de Juárez)는 멕시코 게레로주에 있는 항구 도시이다. 공식 명칭은 아카풀코 데 후아레스(Acapulco de Juárez)이지만, 흔히 아카풀코(Acapulco)로 불린다. 멕시코에서 태평양 연안에 접한 게레로 주의 주요 항구로 수도인 멕시코시티에서 약 380km 남서쪽에 위치한다. 깊은 반원형의 만에 위치한 아카풀코는 멕시코 역사에서 스페인의 식민지 기간 초기부터 항구로 이용되었다.

## 개요
수도 멕시코시티에서 남서쪽으로 약 380km 떨어진 태평양 연안에 위치한다. 인구는 60만명 규모의 중소 도시이지만, 해안에 대규모 리조트 호텔과 호화로운 별장이 늘어서 연간 전 세계에서 도시 인구의 10배 이상인 수백만의 관광객이 방문하는 오래된 휴양지이다. 1963년 엘비스 프레슬리가 주연한 영화 ‘아카풀코의 바다(Fun In Acapulco)’의 무대로도 이용되었고, 그밖에도 아름다운 풍경으로 수많은 영화의 촬영지로 사용되었다. 1968년에 개최된 멕시코시티 올림픽 요트 경기가 아카풀코에서 개최되었다.
수도 멕시코시티의 외항 베라크루즈와 함께 담당해 온 타메니는 태평양 방면의 멕시코 최고 무역항으로도 번창하고 있다.

## 역사
8세기까지, 아카풀코 일대에 소규모 문화가 존재하고 있었다. 일대는 처음에는 올멕 족들에 의해, 스페인 지배 이전에는 다른 여러 부족에 의해 지배되고 있었다. 아카풀코 만에 플라야 라르가(Playa Larga)와 엘 귀타론(El Guitarrón)으로 알려진 언덕에 두 올멕인들의 정착지가 존재하고 있었다. 올멕 사람들의 영향으로 작게 흩어져 있던 마을이 더 큰 집단이 되어 제사의 중심지를 건설했다. 후에는 테오티우아칸의 영향으로 마을에서 쿠에르나바카나 칠판싱고를 통해 도로가 건설되었다. 그리고 마야인의 영향이 테우안테펙 지협에서 오아하카를 통해 전해졌다. 아카풀코의 역사는 특히 플라야 오르노스(Playa Hornos), 피에 데 라 퀘스타(Pie de la Cuesta), 탐부코(Tambuco)에서 발견된 고고학 유물에서 알 수 있다. 11세기에 나와즈 족이나 코이사스 족(Coixas)의 새로운 이주자가 왔다. 이 사람들은 아즈텍의 조상이었다. 아카풀코는 아위초토루 왕의 통치 시대인 1486년에 공식적으로 아즈텍 제국의 일부가 되었다. 이 땅은 테페쿠아퀼코(Tepecuacuilco)라는 속주의 일부였지만 대부분 조직적인 통치는 이뤄지지 않았다.
아카풀코 만이 어떻게 유럽인에게 발견되었는지에 대해서는 두 가지 설이 있다. 첫 번째는 스페인 정복 2년 후 에르난 코르테스가 금을 찾기 위해 원정대를 보냈다는 주장이다. 1523년 이후 원정대는 이 지역을 정복했고, 코르테즈에 의해 사베드라 세론(Saavedra Cerón)이 일대에 거주지를 설립하는 승인을 받았다. 또 다른 학설은 산티아고 게바라(Santiago Guevara)를 선장으로 하는 〈엘 테파체 산티아고 호〉(El Tepache Santiago)라는 이름의 소형 선박에 의해 1526년 12월 13일에 발견되었다는 설이다. 최초의 엔코멘데로는 1525년 처음으로 현대의 아카풀코 지자체의 일부인 카카우아테펙(Cacahuatepec)에 설립되었다. 1531년, 후안 로드리게스 데 비야푸에르테(Juan Rodriguez de Villafuerte) 같은 많은 스페인 사람들이 오아하카 해안을 떠나 아카풀코가 위치한 장소에 비야푸에르테 마을을 설립했다. 비야푸에르테는 원주민을 정복하지 못했고, 결과적으로 쿠아우테펙(Cuautepec) 지역에서 요파(Yopa) 반란이 일어났다. 코르테스는 원주민과 협상을 하기 위해 바스코 포르카요(Vasco Porcayo)를 보낼 수밖에 없었다. 아카풀코 지방은 로드리 게스 데 비야푸에르테가 통치하는 엔코멘데로가 되었고, 카카오, 실크, 옥수수를 세금 형태로 징수했다.
1530년대 초, 코르테즈는 아카풀코 주요 항구를 설립했고, 1531년경에 멕시코시티와 항구 사이의 첫 번째 주요 도로를 건설했다. 마르라는 이름의 부두가 부루쟈 포인트와 다이아몬드 포인트 사이에 건설되었다. 그후 곧, 이 지역에 마을(알카디아, Alcadia)이 들어섰다.
스페인이 극동에서 행한 무역을 통해 아카풀코는 누에바 에스파냐 경제에서 중요한 역할을 담당했다. 1550년경 갤리온이 아시아에서 아카풀코에 도착하기 시작하였고, 마을이 유럽인 이주 지역의 영구 기지가 되도록 그 해에 멕시코시티에서 스페인 사람 30 가구가 파견되었다. 아카풀코는 필리핀과의 직접 무역을 통해 스페인에게 베라크루즈에 이어 두 번째로 중요한 항구가 되었다. 이러한 무역은 매년 마닐라-아카풀코 갤리온 무역을 통해 집중적으로 이루어졌다. 그리고 이러한 형태의 마닐라 갤리온 무역은 누에바 에스파냐와 유럽, 아시아 사이의 모든 상호 작용의 결합체였다. 1573년 아카풀코 항구는 마닐라 무역의 독점을 인정받았다.
16세기 중반부터 19세기 초반까지 갤리온 무역은 매년 운행되었다. 누에바 에스파냐로 운송되는 사치품들은 프랜시스 드레이크, 헨리 모건, 토마스 카벤디쉬와 같은 영국과 네덜란드의 해적의 관심을 끌었다. 그들은 갤리온을 ‘검은 배(The Black Ship)’라고 불렀다. 항구로 오는 배의 화물을 보호하기 위해 샌디에고 요새가 건설되었다. 요새가 존재함에도 불구하고, 1615년 네덜란드 함대가 아카풀코에 침공하였고, 도시와 요새의 대부분을 퇴각하기 전에 파괴했다. 1776년 지진으로 성벽이 무너졌다가, 1783년에 재건되었다.
19세기 초 스페인 왕 카를로스 4세가 아카풀코를 공식 도시(Ciudad Oficial)로 선언하였고, 스페인 왕에게 필수적인 장소가 되었다. 그러나 직후, 멕시코 독립 전쟁이 발발했다. 1810년 호세 마리아 모렐로스(José María Morelos y Pavón)가 왕당파 지휘관이었던 프란시스코 파레스(Francisco Parés)를 〈트레스 팔로스 전투〉(Battle of Tres Palos)에서 물리친 후 아카풀코를 공격하고 도시를 불태웠다. 1821년 멕시코가 독립을 하여 마닐라 갤리온의 왕래가 끊어졌다. 19세기 중반에 캘리포니아에서 일어난 골드 러시가 일어나자 파나마에서 왕래하는 배가 아카풀코에 기항하면서 항구로서의 중요성이 회복되었다.

## 인구
| 연도 | 인구    | ±%      |
| ---- | ------- | ------- |
| 1900 | 4,932   | —       |
| 1910 | 5,900   | +19.6%  |
| 1921 | 5,768   | −2.2%   |
| 1930 | 6,529   | +13.2%  |
| 1940 | 9,993   | +53.1%  |
| 1950 | 28,512  | +185.3% |
| 1960 | 49,149  | +72.4%  |
| 1970 | 174,378 | +254.8% |
| 1980 | 301,902 | +73.1%  |
| 1990 | 515,374 | +70.7%  |
| 2000 | 620,656 | +20.4%  |
| 2010 | 673,479 | +8.5%   |

## 지리
아카풀코는 멕시코 게레로 주의 태평양 연안에 위치하고 있으며, 나머지 게레로 주의 해안을 코스타 그란데와 코스타 치나로 나누는 주의 일곱 지역 중 하나로 분류된다. 이 자치 지역의 40%는 산악 지형이며, 나머지 40%는 준평원이고, 나머지 20%는 평평한 지형이다. 고도는 해발에서 1,699m까지 다양하다. 가장 높은 봉들은 포트레로, 산 니콜라스 그리고 알토 카마론이다. 주요한 강은 파파가요(Papagayo) 강으로 수 많은 아로요를 따라 지자체를 관통한다. 2개의 작은 석호, 트레스 팔로스와 코유가가 많은 온천을 따라서 위치해 있다.
아카풀코는 사바나 기후(쾨펜 기후 구분 AW)로 덥고, 뚜렷하게 습하고, 건조한 계절을 가진다. 멕시코 북부의 리조트 지역보다 계절 사이의 온도 차가 더 밋밋하다. 가장 따듯한 지역은 도시가 위치한 바다 옆이다. 열대 폭우와 허리케인이 5월에서 11까지 위협하고 있다. 숲이 우거진 지역은 건조한 겨울에 낙엽이 지며, 고도가 높은 곳에서는 상록수가 자란다. 식생은 대부분 사슴이나, 작은 표유류, 그리고 다양한 땅이나 바다 새, 거북과 같은 해양 동물들로 구성된다.
| 아카풀코(1951–2010)의 기후                                   | 아카풀코(1951–2010)의 기후 | 아카풀코(1951–2010)의 기후 | 아카풀코(1951–2010)의 기후 | 아카풀코(1951–2010)의 기후 | 아카풀코(1951–2010)의 기후 | 아카풀코(1951–2010)의 기후 | 아카풀코(1951–2010)의 기후 | 아카풀코(1951–2010)의 기후 | 아카풀코(1951–2010)의 기후 | 아카풀코(1951–2010)의 기후 | 아카풀코(1951–2010)의 기후 | 아카풀코(1951–2010)의 기후 | 아카풀코(1951–2010)의 기후 |
| 월                                                           | 1월                        | 2월                        | 3월                        | 4월                        | 5월                        | 6월                        | 7월                        | 8월                        | 9월                        | 10월                       | 11월                       | 12월                       | 연간                       |
| ------------------------------------------------------------ | -------------------------- | -------------------------- | -------------------------- | -------------------------- | -------------------------- | -------------------------- | -------------------------- | -------------------------- | -------------------------- | -------------------------- | -------------------------- | -------------------------- | -------------------------- |
| 역대 최고 기온 °C (°F)                                       | 39.5 (103.1)               | 35.5 (95.9)                | 35.5 (95.9)                | 37.0 (98.6)                | 38.0 (100.4)               | 36.0 (96.8)                | 37.5 (99.5)                | 37.5 (99.5)                | 36.0 (96.8)                | 36.0 (96.8)                | 35.5 (95.9)                | 36.5 (97.7)                | 39.5 (103.1)               |
| 일평균 최고 기온 °C (°F)                                     | 30.4 (86.7)                | 30.4 (86.7)                | 30.4 (86.7)                | 30.8 (87.4)                | 31.6 (88.9)                | 31.9 (89.4)                | 32.3 (90.1)                | 32.2 (90.0)                | 31.6 (88.9)                | 31.7 (89.1)                | 31.4 (88.5)                | 30.9 (87.6)                | 31.3 (88.3)                |
| 일일 평균 기온 °C (°F)                                       | 26.8 (80.2)                | 27.0 (80.6)                | 26.9 (80.4)                | 27.4 (81.3)                | 28.3 (82.9)                | 28.5 (83.3)                | 28.7 (83.7)                | 28.6 (83.5)                | 28.2 (82.8)                | 28.4 (83.1)                | 28.1 (82.6)                | 27.5 (81.5)                | 27.9 (82.2)                |
| 일평균 최저 기온 °C (°F)                                     | 23.3 (73.9)                | 23.5 (74.3)                | 23.5 (74.3)                | 24.0 (75.2)                | 25.1 (77.2)                | 25.2 (77.4)                | 25.1 (77.2)                | 25.1 (77.2)                | 24.7 (76.5)                | 25.1 (77.2)                | 24.8 (76.6)                | 24.1 (75.4)                | 24.5 (76.1)                |
| 역대 최저 기온 °C (°F)                                       | 18.5 (65.3)                | 19.5 (67.1)                | 17.0 (62.6)                | 16.0 (60.8)                | 19.0 (66.2)                | 18.0 (64.4)                | 19.0 (66.2)                | 19.0 (66.2)                | 20.5 (68.9)                | 16.0 (60.8)                | 20.0 (68.0)                | 20.0 (68.0)                | 16.0 (60.8)                |
| 평균 강수량 mm (인치)                                        | 14.8 (0.58)                | 5.8 (0.23)                 | 2.2 (0.09)                 | 3.2 (0.13)                 | 26.1 (1.03)                | 263.3 (10.37)              | 246.9 (9.72)               | 295.2 (11.62)              | 309.6 (12.19)              | 138.8 (5.46)               | 20.1 (0.79)                | 10.8 (0.43)                | 1,336.8 (52.63)            |
| 평균 강수일수 (≥ 0.1 mm)                                     | 1.0                        | 0.4                        | 0.3                        | 0.2                        | 2.6                        | 12.4                       | 12.4                       | 13.6                       | 14.3                       | 7.9                        | 1.7                        | 0.8                        | 67.6                       |
| 평균 상대 습도 (%)                                           | 74                         | 73                         | 72                         | 74                         | 74                         | 75                         | 76                         | 76                         | 78                         | 77                         | 75                         | 75                         | 75                         |
| 평균 월간 일조시간                                           | 272.2                      | 249.4                      | 287.0                      | 273.5                      | 252.2                      | 205.9                      | 223.5                      | 230.5                      | 194.0                      | 244.8                      | 256.8                      | 255.3                      | 2,945.1                    |
| 출처 1: Servicio Meteorologico Nacional (humidity 1981–2000) |                            |                            |                            |                            |                            |                            |                            |                            |                            |                            |                            |                            |                            |
| 출처 2: NOAA (sun 1961–1990)                                 |                            |                            |                            |                            |                            |                            |                            |                            |                            |                            |                            |                            |                            |

| 1월         | 2월         | 3월         | 4월         | 5월         | 6월         | 7월         | 8월         | 9월         | 10월        | 11월        | 12월        |
| ----------- | ----------- | ----------- | ----------- | ----------- | ----------- | ----------- | ----------- | ----------- | ----------- | ----------- | ----------- |
| 81 °F 27 °C | 80 °F 27 °C | 80 °F 27 °C | 82 °F 27 °C | 85 °F 29 °C | 88 °F 31 °C | 89 °F 31 °C | 90 °F 32 °C | 88 °F 31 °C | 87 °F 30 °C | 86 °F 30 °C | 83 °F 28 °C |

## 자매 도시
| 도시                 | 도시             | 관할                              | 관할                   | 국가            | 국가            | 년도 | 참고   |
| -------------------- | ---------------- | --------------------------------- | ---------------------- | --------------- | --------------- | ---- | ------ |
|                      | 마닐라           |                                   | 메트로 마닐라          | 필리핀          | 필리핀          | 1969 | [ 6 ]  |
|                      | 센다이           | Flag of Miyagi Prefecture         | 미야기현               | 일본            | 일본            | 1973 | [ 6 ]  |
| Onjuku Chiba chapter | 온주쿠정         | Flag of Chiba Prefecture          | 지바                   | 일본            | 일본            | 1978 | [ 6 ]  |
| Netanya COA          | 네타냐           | Netanya flag                      | 중부 구                | 이스라엘        | 이스라엘        | 1980 | [ 6 ]  |
|                      | 칭다오           |                                   | 산둥성                 | 중화인민공화국  | 중국            | 1985 | [ 6 ]  |
|                      | 퀘벡 시          | 퀘벡주                            | 퀘벡                   | 캐나다          | 캐나다          | 1986 | [ 6 ]  |
|                      | 나폴리           |                                   | 캄파니아주             | 이탈리아        | 이탈리아        | 1986 | [ 6 ]  |
|                      | 비버리힐즈       | 캘리포니아주                      | 캘리포니아             | 미국            | 미국            | 1988 | [ 6 ]  |
|                      | 칸               | Flag of Provence-Alpes-Cote dAzur | 프로방스알프코트다쥐르 | 프랑스          | 프랑스          | 1998 | [ 6 ]  |
|                      | 테오칼티체       | 할리스코주                        | 할리스코주             | 멕시코          | 멕시코          | 2005 | [ 7 ]  |
|                      | 산타마르타       |                                   | 마그달레나 주          | 콜롬비아        | 컬럼비아        | 2005 | [ 7 ]  |
|                      | 만타             |                                   | 마나비 주              | 에콰도르        | 에콰도르        | 2005 | [ 7 ]  |
|                      | 오르디지아       | 바스크                            | 바스크 지방            | 스페인          | 스페인          | 2008 | [ 6 ]  |
|                      | 소치             |                                   | 크라스노다르 지방      | 러시아          | 러시아          | 2008 | [ 8 ]  |
|                      | 얄타             |                                   | 크림 자치 공화국       | 우크라이나      | 우크라이나      | 2009 | [ 8 ]  |
|                      | 파나지           |                                   | 고아주                 | 인도            | 인도            | 2009 | [ 8 ]  |
|                      | 매캘런           | 텍사스주                          | 텍사스                 | 미국            | 미국            | 2009 | [ 9 ]  |
|                      | 쿠에르나바카     | 모렐로스주                        | 모렐로스주             | 멕시코          | 멕시코          | 2010 | [ 10 ] |
|                      | 과나후아토       | 과나후아토주                      | 과나후아토주           | 멕시코          | 멕시코          | 2010 | [ 11 ] |
|                      | 하롱             |                                   | 꽝닌성                 | 베트남          | 베트남          | 2011 | [ 12 ] |
|                      | 라르나카         |                                   | 라르나카 구            | 키프로스        | 키프로스        | 2011 | [ 13 ] |
|                      | 바쿠             |                                   | 바쿠                   | 아제르바이잔    | 아제르바이잔    | 2011 | [ 14 ] |
|                      | 우아만틀라       | 틀락스칼라주                      | 틀락스칼라주           | 멕시코          | 멕시코          | 2011 | [ 15 ] |
|                      | 보카 델 리오     | 베라크루스주                      | 베라크루스주           | 멕시코          | 멕시코          | 2012 | [ 16 ] |
|                      | 푸에르토 케찰    |                                   | 에스쿠인틀라 주        | 과테말라        | 과테말라        | 2012 | [ 17 ] |
|                      | 소수아           |                                   | 푸에르토플라타 주      | 도미니카 공화국 | 도미니카 공화국 | 2012 |        |
|                      | 에일라트         |                                   | 남부 구                | 이스라엘        | 이스라엘        | 2012 | [ 18 ] |
|                      | 반다르이토르카만 |                                   | 골레스탄 주            | 이란            | 이란            | 2012 | [ 19 ] |
|                      | 나소             |                                   | 뉴프로비던스섬         | 바하마          | 바하마          | 2012 | [ 20 ] |
|                      | 카야오           |                                   | 카야오                 | 페루            | 페루            | 2013 | [ 21 ] |
|                      | 모렐리아         | 미초아칸주                        | 미초아칸주             | 멕시코          | 멕시코          | 2013 | [ 22 ] |